# Zero Motorcycles
Zero Motorcycles è una casa motociclistica statunitense che produce scooter, biciclette e motoveicoli elettrici.
Chiamata precedentemente Electricross, è stata fondata nel 2006 da Neal Saiki, un ex ingegnere della NASA a Santa Cruz in California.

## Storia
La prima moto introdotta sul mercato ad aprile 2008 è stata la motocross Zero X.

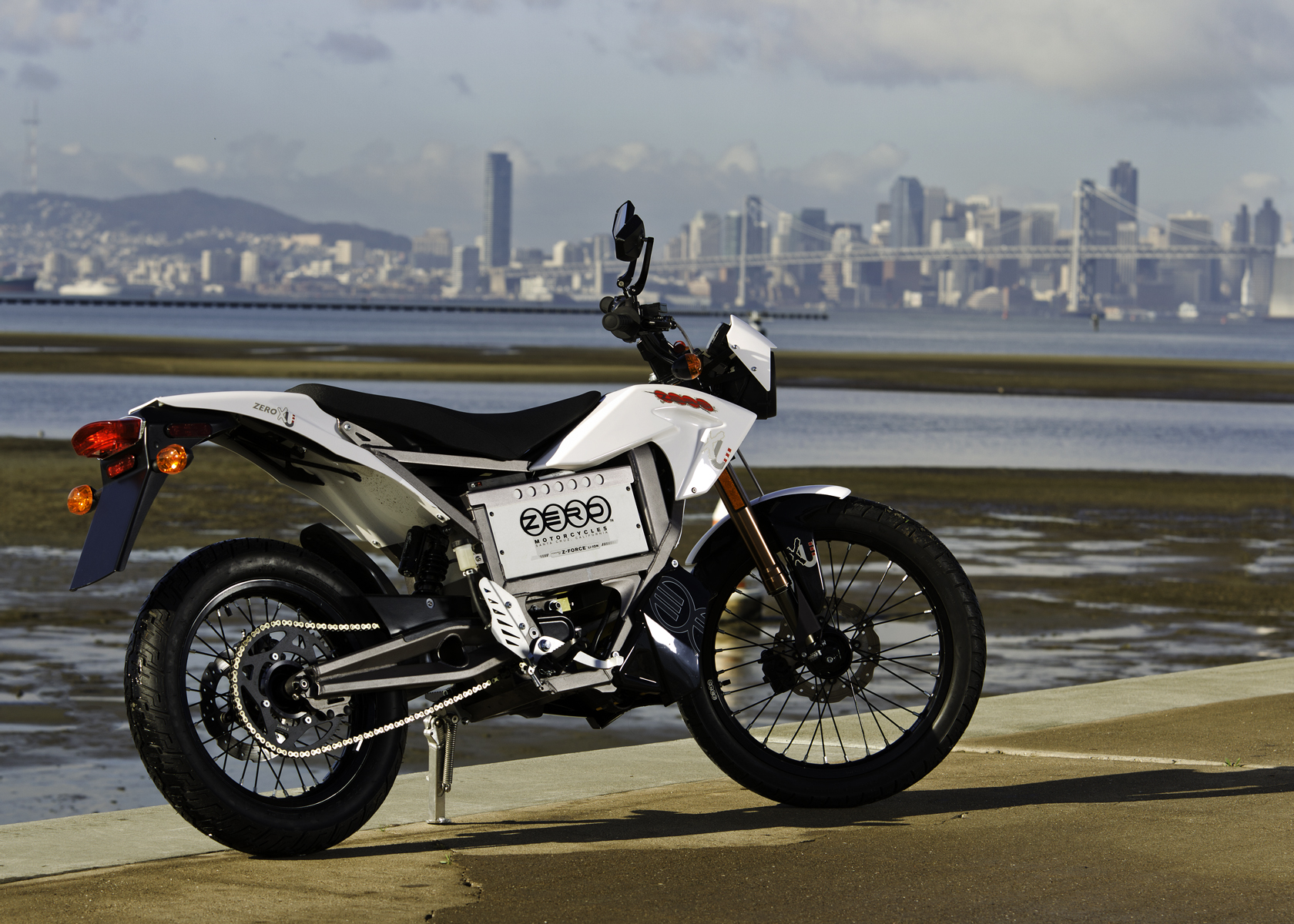
Zero UX

Il primo modello ad essere prodotto in serie su larga scala è stata la Zero S, che ha iniziato a essere costruita nel 2010. Dal 2011 al 2013 è stata prodotta la XU, una moto più piccola con batteria rimovibile.
Nel 2012 era l'unica azienda a vendere moto elettriche negli Stati Uniti. Nello stesso anno ha introdotto i nuovi modelli aggiornati Zero S e DS, rendendole le prime motociclette elettriche di produzione in grado di superare la soglia delle 100 miglia d'autonomia stimate dall'EPA con una singola carica.

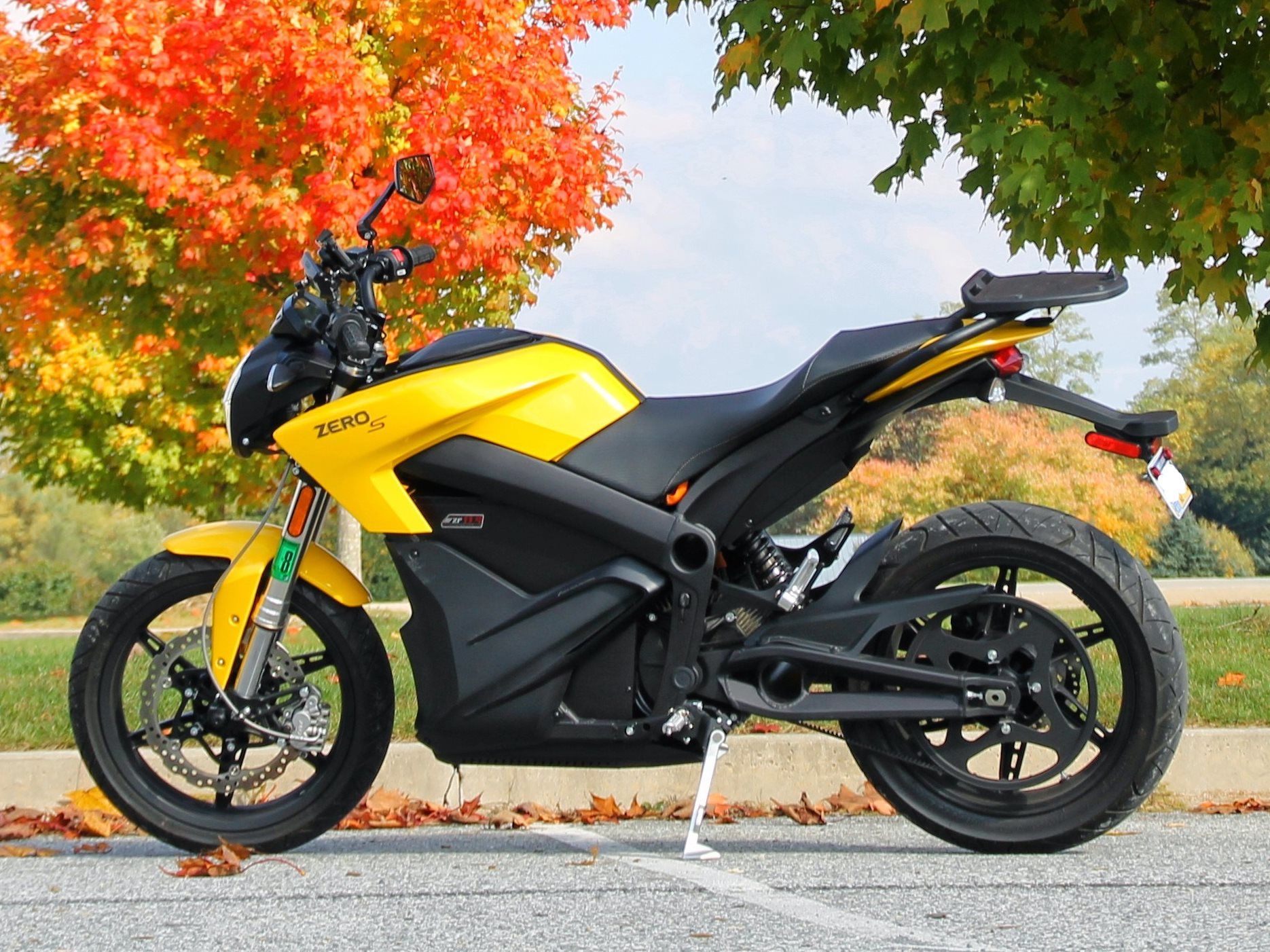
Zero S

Nel 2013 la Zero S e la DS sono state completamente ridisegnate. La capacità della batteria è stata aumentata a 11,4 kWh ed è stato introdotto un nuovo motore CA a magneti permanenti. Nel 2013 è stato introdotto il modello Zero FX con batteria modulare rimovibile. L'anno successivo è stata aggiunta alla gamma la Zero SR, una versione più performante della Zero S, che incorpora un motore elettrico più potente.
Nel 2016 sono stati annunciati i modelli Zero DSR e FXS. La DSR è basata sulla DS, ma con il motore più potente della SR. L'FXS è una versione supermoto dell'FX. I motori raffreddati ad aria sulle SR, DSR e FXS sono stati rivisti per ridurre il calore generato durante l'utilizzo più gravoso.
La casa produce anche una serie di motociclette elettriche per svariati corpi di polizia, dotate di accessori come lampeggianti e sirene.